# Јелеазаров манастир
Јелеазаров манастир (рус. Спасо-Елеазаров монастырь) православни је женски манастир Руске православне цркве смештен у селу Јелизарово на подручју Псковског рејона Псковске области, на западу европског дела Руске Федерације. Посвећен је сабору Света три јерарха (Василије Велики, Григорије Богослов и Јован Златоусти).
Манастир је настао из испосничке келије коју је 1425. године, на обалама реке Толбе на путу између Пскова и Гдова, саградио монах Јевфросин (световно име Јелиазар). Према предању, преподобном Јевфросину су се у сну указала Света три јерарха и показала му место на ком треба да сагради цркву и оснује манастир. На указаном месту монах Јевфросин је 1447. године саградио дрвену цркву коју је посветио тројици јеромонаха и преподобном Онуфрију Великом. Преподобни Јевфросин је након смрти 15. маја 1481. сахрањен у порти храма (канонизован је 1551. године).
Нове бољшевичке власти Русије су 1918. распустиле манастирско братство, а манастир је званично одузет цркви и затворен у новембру 1923. године. У међувремену манастирски објекти су кориштени у разне друге сврхе, као болница за оболеле од туберкулозе, дечије одмаралиште и у стамбене сврхе локалног становништва. Религијска активност у манастиру обновљена је тек 2000. године када је манастир враћен у посед Руске православне цркве (Псковска епархија), и од тада егзистира као женски манастир.
Манастир се налази на листи објеката културног наслеђа Руске Федерације, где је заведен под № 6010260000.